# Hybrid Exit
Der Hybrid Exit ist eine spezielle Aushubbewegung des Paddels im Drachenbootsport und wurde in Kanada erstmals gefahren und gelehrt.

## Ausführung
Der Hybrid Exit wird ausgeführt, in dem am Ende der Zugphase das Handgelenk (Zugarm) nach innen abknickt und der ganze Zugarm nach außen gedreht wird. Die Druckhand dreht sich entsprechend mit, so dass das Paddel mit der Kante voraus über das Wasser geführt wird. Bei der Aushubbewegung schneidet das Paddel seitlich mit der Kante voraus aus dem Wasser. Der Schaft des Paddels kann beim Umsetzen eine deutlich schrägere Neigung haben (Druckhand tiefer) als beim traditionellen Exit. Voraussetzung für die Ausführung des Hybrid Exit ist neben der perfekten Koordination eine höhere Armkraft, weil die letzten Zentimeter Wasserweg fast ausschließlich aus dem Arm gezogen werden.
Der Hybrid Exit ermöglicht einen längeren Wasserweg des Paddels und damit einen längeren Zeitraum Vortrieb je Paddelschlag. In Deutschland wird der Hybrid Exit vom All Sports Team Hannover gefahren.

## Vorteile

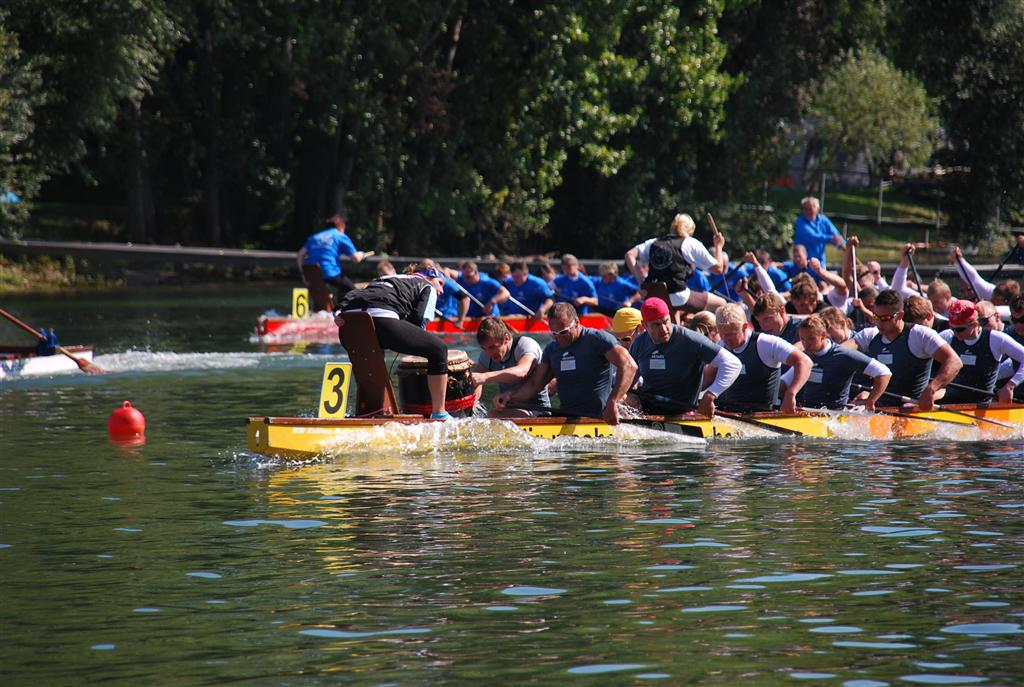
Hybrid Exit

- weniger Windwiderstand, da das Paddel mit der Kante voraus nach vorn bewegt wird
- kleinere Auf- und Abbewegung des Oberkörpers
- höhere Frequenzen bei mehr Wasserweg möglich
- ruhigerer Bootslauf
- schnellere Vorwärtsbewegung des Paddels
- die je Paddelschlag erreichte Höchstgeschwindigkeit wird über einen längeren Zeitraum gehalten
- längerer Wasserweg
- Verringerung der Gefahr, bei der Vorwärtsbewegung in die Welle des Vordermannes zu schlagen
- Entlastung der Druckarmschulter
- weniger Spritzerbildung